# 法泉寺 (墨田区)
法泉寺（ほうせんじ）は、東京都墨田区にある曹洞宗の寺院。

## 概要
鎌倉時代初期、葛西清重の開基である。両親の菩提を弔うために、自分の所領地に創建した。
その後の戦乱で荒廃したが、1533年（天文元年）に安充が中興した。安充は曹洞宗の僧侶であり、これまで真言宗だった当寺を曹洞宗に転宗させた。

## 墓所
- 中山胡民（蒔絵師、地元の名主出身でもある）
- 田中抱二（日本画家、酒井抱一の弟子）

## 交通アクセス
- 東向島駅より徒歩7分（経路案内）。